# Daphniphyllum timorianum
Daphniphyllum timorianum är en tvåhjärtbladig växtart som först beskrevs av Tseng Chieng Huang, och fick sitt nu gällande namn av Tseng Chieng Huang. Daphniphyllum timorianum ingår i släktet Daphniphyllum och familjen Daphniphyllaceae. Inga underarter finns listade i Catalogue of Life.